# Brčanska malta
Brčanska malta je mjesna zajednica grada Tuzle koja se nalazi u dijelu grada pod nazivom Skojevska. Ime je dobila po obližnjoj raskrsnici koja je nekada bila kapija za ulaz u grad a koja je dolazila iz smjera Brčkog, tj. sjeveroistočne Bosne. Cijelo naselje Skojevska je naslonjeno na rijeku Solinu.

## Stanovništvo
Skojevska spada u urbano područje općine Tuzle. U njoj je 31. prosinca 2006. godine prema statističkim procjenama živjelo 8.300 stanovnika u 2.615 domaćinstava.